# Sabrina Hatzky
Sabrina Hatzky (* 19. Februar 1982 in Bocholt) ist eine deutsche Ju-Jutsu-Kämpferin.
Sie begann mit Judo im Alter von zwei Jahren. Sie ist von Beruf Polizeikommissarin und mit dem dreifachen Weltmeister Andreas Kuhl verheiratet. 2009 gewann sie die Gold-Medaille im Ju-Jutsu in der Gewichtsklasse bis 62 kg bei den World Games.
Für den 1. Essener Judoclub war sie seit 2006 in der Judo-Bundesliga der Frauen aktiv.
Für den Gewinn der Weltmeisterschaft bei den World Games 2009 erhielt sie am 12. Juni 2012 das Silberne Lorbeerblatt.

## Erfolge
- Deutsche Meisterin 1998, 1999 und 2000
- Vize-Weltmeisterin 2006
- 5. Platz bei der WM 2008
- 1. Platz bei den World Games 2009[5]